# Abdoulaye Méïté
Abdoulaye Méïté (nacido el 6 de octubre de 1980 en París, Francia) es un exfutbolista marfileño nacido francés que jugaba de defensa central. Ha jugado para la selección de fútbol de Costa de Marfil. 

## Selección nacional
Ha sido internacional con la selección de fútbol de Costa de Marfil, ha jugado 48 partidos internacionales y ha anotado un gol.

### Participaciones en Copas del Mundo
| Mundial                        | Sede     | Resultado    |
| ------------------------------ | -------- | ------------ |
| Copa Mundial de Fútbol de 2006 | Alemania | Primera fase |

### Participaciones Internacionales
| Torneo                            | Sede   | Resultado        |
| --------------------------------- | ------ | ---------------- |
| Copa Africana de Naciones de 2006 | Egipto | Subcampeón       |
| Copa Africana de Naciones de 2008 | Ghana  | Cuarto lugar     |
| Copa Africana de Naciones de 2010 | Angola | Cuartos de final |

## Trayectoria
| Club                      | País       | Año       |
| ------------------------- | ---------- | --------- |
| Red Star 93               | Francia    | 1998-2000 |
| Olympique de Marsella     | Francia    | 2000-2006 |
| Bolton Wanderers          | Inglaterra | 2006-2008 |
| West Bromwich Albion      | Inglaterra | 2008-2011 |
| Dijon Football Côte d'Or  | Francia    | 2011-2012 |
| Football Club Honka Espoo | Finlandia  | 2013      |
| Doncaster Rovers          | Inglaterra | 2014      |
| OFI Creta                 | Grecia     | 2014-2015 |
| Ross County               | Escocia    | 2015      |
| SJK Seinäjoki             | Finlandia  | 2016      |
| Newport County            | Gales      | 2016-2017 |
| Lusitanos                 | Andorra    | 2017-2018 |

## Honores
- Finalista de la Copa UEFA con el Olympique de Marsella en 2004.
- Ganador de la Copa Intertoto con el Olympique de Marsella en 2005.
- Finalista Copa de Francia con el Olympique de Marsella en 2006.
- Finalista de la Copa Africana de Naciones con la selección de Costa de Marfil en 2006.